# Oberhausen bei Kirn
Oberhausen bei Kirn là một đô thị thuộc huyện Bad Kreuznach trong bang Rheinland-Pfalz, phía tây nước Đức. Đô thị Oberhausen bei Kirn có diện tích 4,58 km², dân số thời điểm ngày 31 tháng 12 năm 2006 là 976 người.